# Les Babas-cool
Pour plus de détails, voir Fiche technique et Distribution.
Les Babas-cool ou Quand tu seras débloqué, fais-moi signe ! est un film français réalisé par François Leterrier et sorti en 1981.

## Synopsis
Sur une petite route de Provence, Antoine Bonfils, cadre dans une entreprise d'électroménager, constate que sa voiture manque d'eau. Avisant une maison isolée, il y trouve une fontaine et a la surprise d'être salué par Aline qui se prélasse nue non loin. La jeune femme vit ici en communauté et invite Antoine à rester pour la nuit. Ce qu'il fait après avoir téléphoné à sa femme prétextant une soirée chez un copain. De retour à Paris, Antoine retrouve ledit copain chez lui par hasard. Fâchée, sa femme part seule en vacances. Antoine en profite pour retourner dans la communauté.
Mais Aline est absente et Antoine fait la connaissance des communautaires. Il y a Gilles le chevrier anti société de consommation, Blaise la conscience du groupe et écrivain fumeux, sa compagne écolo Tania, Alexandra qui cherche sa voie dans le mysticisme, Véronique enceinte et convaincue d'astrologie, Jean-Pierre l'instituteur en rupture d'école, sa femme Marie-Jo, leur fils Olivier et quelques autres de passage.
Serviable et bon enfant, Antoine est adopté. À son retour, Aline est flanquée de Francis, guitariste-routard et nouvel amant. Antoine tente de conquérir l'exclusivité d'Aline tout en s'adaptant aux revendications libertaires des uns et des autres. Finement, il arrange l'arrivée d'une jeune vacancière dans les bras de Francis. Aline se console avec Antoine mais, au départ de Francis pour Ibiza, elle quitte Antoine qui apprend qu'elle est retournée chez son mari gendarme. Furieux, Antoine provoque une grande scène de ménage collective au terme de laquelle quelques illusions et hypocrisies sont révélées au grand jour.
Lors de l'épilogue, Antoine dans son appartement parisien a repris à son compte la comédie communautaire qui semble plaire à sa femme. Mal lui en a pris, car il voit débarquer chez lui tous ses anciens amis, y compris Aline.

## Fiche technique
- Titre original : Les Babas-cool
- Titre alternatif : Quand tu seras débloqué, fais-moi signe !
- Réalisation : François Leterrier, assisté de Stéphane Clavier
- Scénario : Philippe Bruneau, Martin Lamotte et François Leterrier
- Dialogues : Philippe Bruneau et Martin Lamotte
- Décors : Loula Morin
- Costumes  : Sylvie Gautrelet
- Photographie : Jean-François Robin
- Son : Alain Lachassagne
- Montage : Claudine Bouché
- Musique : Nino Ferrer
- Production : Yves Rousset-Rouard
- Société de production : Trinacra Films
- Sociétés de distribution : Compagnie commerciale française cinématographique ; Groupement des éditeurs de films (Paris)
- Pays :  France
- Langue : français
- Format : Couleur - 35 mm - 1,66:1 - son stéréo
- Genre : comédie
- Durée : 81 minutes
- Date de sortie : France : 16 décembre 1981
- Affiche : René Ferracci (France)

## Distribution
- Christian Clavier : Antoine Bonfils
- Philippe Léotard : Blaise
- Marie-Anne Chazel : Aline
- Anémone : Alexandra
- Martin Lamotte : Gilles
- Philippe Bruneau : Jean-Pierre
- Charlotte de Turckheim : Christine
- Paul Préboist : M. Triconet
- Catherine Frot : Véronique
- Patrick Fierry : Francis
- Nadia Barentin : Tania
- Sophie Renoir : Charlotte
- Richard Bohringer : Paul
- Bruno Moynot : le docteur Morin
- Claire Magnin : Marie-Jo
- Lucile Bertrand : l'étudiante
- Catherine Grave : Odette
- Perrette Souplex : Mme Ravanel
- Marie-Laure Spery : Liliane
- Yvon Brexel : Raymondo
- Jean-Yves Chatelais : Walter
- Marc Chickly : Fred
- Yves Gourvil : Cristobal
- Claude Nerce : le maire
- Mathieu Ortolan : Olivier
- André Penvern : Jean-Michel, le mari d'Odette
- Christian Picard : le manifestant

## Autour du film
- Le terme « baba-cool », également orthographié « baba cool » ou « babacool »[1] (de l'hindi baba « papa » et de l'anglais cool « calme »), est un faux anglicisme pour « hippie ».
- Le film a été tourné du 18 juin au 3 août 1981[2], principalement dans les Alpes-de-Haute-Provence : Forcalquier, Gréoux-les-Bains, Manosque, Reillanne et Simiane-la-Rotonde[réf. nécessaire].
- Le film ne rencontre pas le succès au box-office, se contentant de frôler les 500 000 entrées en fin d'exploitation[3], soit deux fois moins bien que le précédent film réalisé par François Leterrier, Je vais craquer, qui totalisait le million d'entrées en fin d'exploitation[3].